# Коссе-Бриссак, Иасент Юг Тимолеон де
Герцог Иасе́нт Юг Тимолео́н де Коссе́-Брисса́к (фр. Hyacinthe-Hughes Timoléon de Cossé-Brissac; 8 ноября 1746, Париж — 19 июня 1813, там же) — французский политический и военный деятель, генерал-лейтенант (с 1791). Граф Империи (8 апреля 1808 года).

## Биография
В молодости поступил на военную службу, в 1788 году стал полевым маршалом (бригадный генерал) армии Людовика XVI, в 1791 году присвоено звание генерал-лейтенанта.
После французской революции в 1793 году был арестован и оставался в заключении до падения Робеспьера.
При провозглашении первой Империи был назначен камергером Марии Летиции Рамолино, матери Наполеона.
В августе 1807 года стал членом Сената Франции, работал в этом органе до своей смерти.
Скончался 19 июня 1813 года в Париже. Похоронен в Парижском Пантеоне.